# Olimpia Mediolan
Olimpia Milano – włoski zawodowy klub koszykarski z siedzibą w Mediolanie, założony w 1930 r. przez Adolfo Bogoncelliego. Drużyna jest popularnie nazywana przez kibiców Scarpette Rosse (pol. „Małe Czerwone Buty”).
Do najbardziej znanych koszykarzy w historii zespołu zalicza się takich graczy jak Bob McAdoo, Bill Bradley, Gregor Fučka, Dejan Bodiroga, Beno Udrih i Rolando Blackman.

## Historia
Klub założono w 1930 r. Już w pierwszym sezonie Olimpia zdobyła tytuł mistrza Włoch, a ten sukces powtarzała w latach 1937–1939. Najlepszy okresem w historii klubu były lata 1950–1960, kiedy zespół z Mediolanu zdobył dziesięć tytułów mistrzowskich z rzędu. Wraz z pozwoleniem na grę zagranicznych koszykarzy Olimpia rozpoczęła walkę o europejskie trofea. Klub zdobył kolejne mistrzowskie trofea w latach 1962–1963 oraz 1965–1967. W 1966 r. drużyna zdobyła pierwsze trofeum europejskie wygrywając Euroligę. W ciągu 15 lat drużyna radziła sobie słabo. 1972 r. okazał się jednym z najlepszych w historii klubu, bowiem Olimpia zdobyła mistrzostwo Włoch, Puchar Włoch oraz Puchar Saporty.
Przełom w drużynie nastąpił w 1981 r. Wówczas do drużyny dołączyli najlepsi włoscy koszykarze tacy jak Dino Meneghin, wsparci koszykarzami z zagranicy, w tym m.in. przez Boba McAdoo. Rozpoczęła się wówczas druga najlepsza era drużyny Olimpii. Do 1989 roku zespół wygrał pięciokrotnie mistrzostwo Włoch, trzykrotnie Puchar Włoch, dwukrotnie triumfował w Eurolidze oraz wywalczył tytuł mistrza interkontynentalnego oraz zwyciężył w 1986 roku w Pucharze Koracia.
Lata 90. XX wieku to zmierzch sukcesów Olimpii. Drużyna po raz kolejny zdobyła Puchar Koracia w 1993 r., a po zatrudnieniu Dejana Bodirogi wywalczyła mistrzostwo Włoch oraz Puchar Włoch w 1996 r.
Po serii sezonów bez trofeum zespół zmieniał kilkakrotnie trenerów oraz sponsorów. W obecnej formie i pod obecnym sponsorem klub działa od 2004 r. Wówczas pakiet akcji klubu został przejęty m.in. przez takich znane osobistości jak Adriano Galliani, wiceprezes A.C. Milan, koszykarz Kobe Bryant oraz projektant mody, Giorgio Armani, który został prezydentem klubu.

## Sukcesy
- Mistrzostwo Włoch (28)
  - 1936, 1937, 1938, 1939, 1950, 1951, 1952, 1953, 1954, 1957, 1958, 1959, 1960, 1962, 1963, 1965, 1966, 1967, 1972, 1982, 1985, 1986, 1987, 1989, 1996, 2014, 2016, 2018
- Puchar Włoch (6)
  - 1972, 1986, 1987, 1996, 2016, 2017
- Euroliga (3)
  - 1966, 1987, 1988
- Puchar Interkontynentalny (1)
  - 1987
- Puchar Saporty
  - 1970, 1971, 1975
- Puchar Koracia
  - 1985, 1993